# Oxysternon festivum
Oxysternon festivum (лат.) — вид жесткокрылых насекомых семейства пластинчатоусых, подсемейства скарабеин.

## Внешний вид и строение
Oxysternon festivum имеет окрашенную спинку и чёрную голову и низ, переднеспинка гладкая. Как и большинство видов Oxysternon, он имеет значительные вариации в окраске: от типичного медно-красного до полностью чёрного, включая желто-красные и зеленые формы. Чёрная форма, по-видимому, ограничена островом Тринидад и поэтому считается отдельным подвидом O. festivum nigerrimum Arnaud, 2002).
Этот вид достигает длины около 16-31 миллиметра и демонстрирует половой полиморфизм. Крупные самцы рогатые и значительно крупнее безрогих самок, а мелкие самцы безрогие и часто меньше самок. Самки и мелкие самцы отличаются формой поперечного киля.

## Таксономия и номенклатура
Oxysternon festivum был одним из первых видов навозных жуков, изученных зоологами в начале XVIII века. Первая иллюстрация «чрезвычайно красивого сияющего золотом и красным трехрогого жука» была опубликована в 1747 году Августом Иоганном Рёзелем фон Розенгофом, а первое описание было сделано Лоренсом Теодором Гроновиусом в 1764 году, но применяемые названия были небиномиальными и поэтому недействителен для номенклатурных целей. Позже он был повторно описан Карлом Линнеем под названием Scarabaeus festivus и впоследствии был включен в большинство публикаций, посвященных экзотическим насекомым в конце 18-го и начале 19-го веков.
O. festivum когда-то относили к роду Sternaspis, но название было занято и поэтому недействительно. Лапорт, писавший под псевдонимом Le Compte de Castelnau, предположил, что род Oxysternon включает несколько видов Phaneus — подобных видов с длинным шиповидным расширением переднего угла метастерна. Позже O. festivum был определён как типовой вид этого рода.
Две цветные формы были описаны Олсуфьевым как аберрации, а позже Арно формализовал их как подвиды, используя названия O. festivum viridanum для зелёной формы и O. festivum nigerrimum для чёрной формы. Однако зелёная окраска, по-видимому, является частью фенотипической изменчивости вида и, таким образом, не выделяется в качестве отдельного подвида.

## Поведение
Различные морфотипы самцов связаны с различной репродуктивной тактикой: крупные самцы борются за самок, активно охраняют и защищают норы, в то время как мелкие самцы уклоняются от драк и пытаются проникнуть в норы, чтобы спариться с самками.
Этот вид привлекает навоз, падаль и фрукты в качестве корма, но известно, что они размножаются только на навозе и падали.

## Распространение
Этот вид в основном ограничен Гвианским щитом и может быть найден во Французской Гвиане, Гайане, Суринаме, Венесуэле, Бразилии, Колумбии и Тринидаде.

## Среда обитания
Oxysternon festivum живёт в лесу, но может переносить определённые нарушения среды обитания.